# Pyrocoelia discicollis
Pyrocoelia discicollis là một loài bọ cánh cứng trong họ Đom đóm (Lampyridae). Loài này được Kiesenwetter miêu tả khoa học năm 1874.